# Złotopiór purpurowy
Złotopiór purpurowy (Galbula chalcothorax) – gatunek średniej wielkości ptaka z rodziny złotopiórów (Galbulidae). Występuje w Brazylii, Kolumbii, Ekwadorze i Peru. Nie jest zagrożony wyginięciem.

## Taksonomia i systematyka
Złotopiór purpurowy jest gatunkiem monotypowym. Dawniej uważano, że on i złotopiór białobrzuchy (Galbula leucogastra) są konspecyficzne; później uznano, że tworzą one nadgatunek.

## Morfologia
Złotopiór purpurowy ma od 20 do 23 cm długości i waży od 24,5 do 26,5 g. Dziób smukły, czarny, o długości 4,0–4,8 cm. Korona i twarz samca są czarnozielone i mają niebieskawy połysk. Górna część ciała i pierś mają kolor od metalicznej czerwonawej purpury do miedzianoczerwonego. Ma białe gardło, brzuch wydaje się nakrapiany na czarno i biało. Samice odróżniają się żółto-brązowym lub brązowym gardłem i brzuchem.

## Zasięg występowania i biotop
Złotopiór purpurowy występuje w zachodnim dorzeczu Amazonki, od południowo-wschodnich departamentów Kolumbii Putumayo i Amazonas na południe, przez wschodni Ekwador do wschodniego Peru i na wschód do Brazylii, aż do rzeki Juruá w stanie Amazonas. Zamieszkuje obrzeża, otwarte przestrzenie i korony drzew w lasach terra firme, zarówno pierwotnych, jak i wtórnych. Występuje również w zadrzewionych terenach na glebach piaszczystych i wzdłuż cieków wodnych. Występuje głównie na wysokości do 500 m n.p.m., ale w Ekwadorze został stwierdzony nawet na wysokości 1000 m n.p.m.

## Zachowanie

### Pożywienie
Dieta złotopióra purpurowego nie została udokumentowana, ale zakłada się, że składa się ona z różnorodnych owadów latających. Przysiada samotnie lub w małych grupach, głównie w krzewach, a następnie wylatuje, by złapać zdobycz. Czasami dołącza do stad żerujących mieszanych gatunków.

### Rozmnażanie
Brak jest dostępnych informacji na temat fenologii lęgowej złotopióra purpurowego.

### Wokalizacja
Śpiew złotopióra purpurowego jest podobny do śpiewu innych ptaków z tego rodzaju, jest to wznosząca się seria dźwięków.

## Status
Międzynarodowa Unia Ochrony Przyrody (IUCN) oceniła, że złotopiór purpurowy należy do gatunków najmniejszej troski. Nie jest jednak dobrze poznany i wydaje się być generalnie rzadki. Trend liczebnośći populacji oceniany jest jako spadkowy. Prawdopodobnie jest w pewnym stopniu zagrożony przez degradację lasów i utratę siedlisk.